# (26986) Čáslavská
26986 Caslavska (1997 VC5) – planetoida z grupy pasa głównego asteroid okrążająca Słońce w ciągu 5,41 lat w średniej odległości 3,08 j.a. Odkryta 4 listopada 1997 roku.